# 옥동초등학교 조제분교
옥동초등학교 조제분교는 대한민국 강원특별자치도 영월군 김삿갓면 내리계곡로 18 (내리)에 있었던 공립 초등학교이다.

## 연혁
- 1934년 8월 21일 : 옥동공립보통학교 부설 조제간이학교 설립인가
- 1943년 4월 1일 : 조제공립국민학교 승격
- 1958년 4월 1일 : 외룡국민학교 조제분교장으로 편입
- 1966년 3월 1일 : 내덕국민학교로 소속 변경
- 1998년 3월 1일 : 옥동초등학교로 소속 변경
- 2011년 3월 1일 : 녹전초등학교로 통폐합